# NGC 6044
NGC 6044 é uma galáxia lenticular (S0) localizada na direcção da constelação de Hercules. Possui uma declinação de +17° 52' 13" e uma ascensão recta de 16 horas, 04 minutos e 59,6 segundos.
A galáxia NGC 6044 foi descoberta em 27 de Junho de 1886 por Lewis A. Swift.